# SV Kaltern Eishockey
Der SV Kaltern Eishockey ist ein italienischer Eishockeyverein aus Kaltern, der momentan in der zweithöchsten italienischen Liga, der Italian Hockey League, spielt. Er gehört rechtlich noch immer zum Sportverein Kaltern (KSV). Die Raiffeisen Arena hat eine Zuschauerkapazität von ungefähr 1800 Plätzen. Die meisten Spieler der Mannschaft stammen aus der Gemeinde Kaltern, der Heimatgemeinde des Klubs. Eine besondere Rivalität gibt es zu den „Piraten“ des HC Eppan Pirates, welche in der Nachbargemeinde Eppan beheimatet sind.

## Farmteamregelung
Ab August 2010 war der SV Kaltern das Farmteam des HC Pustertal aus der italienischen Serie A1. Die beiden Vereine unterzeichneten ein dreijähriges Abkommen. Hauptsächlicher Grund für die Farmteamregelung war der „Austausch“ von Jugendspielern, welche beim SV Kaltern in der Serie A2 Spielpraxis erhalten und sich in der Serie A1 beim HC Pustertal beweisen können.

## Geschichte
Die Eishockey-Sektion des SV Kaltern wurde 1962 gegründet. Bereits 1965 konnten erste Erfolge erzielt werden.

## Trainer
| Zeit           | Trainer                                                   |
| -------------- | --------------------------------------------------------- |
| 1998–2001      | Jari Helle                                                |
| 2004/05        | Jari Helle                                                |
| 2006/07        | Eric LeGros, Brian de Bruyn                               |
| 2007/08        | Brian de Bruyn                                            |
| 2009           | Marco Liberatore                                          |
| 2009/10        | Jari Helle                                                |
| 2011/12        | Cory Laylin                                               |
| 2012–2013      | Tomas Sandlin                                             |
| 2013–2014      | Fred Carroll                                              |
| 2014–2015      | Don MacAdam                                               |
| 2015           | Lukas Grossrubatscher                                     |
| 2015–2018      | Karl Anderlan                                             |
| 2018–2019      | Stan Moore                                                |
| 2019           | Malcolm Cameron (bis Okt.) Thomas Kostner (Nov. bis Dez.) |
| Dez. 2019–2020 | Santeri Heiskanen                                         |
| 2020–2021      | Karl Anderlan                                             |
| 2021–2022      | Stanislav Mečiar Troy Barnes                              |
| 2022–2023      | Jan Procházka                                             |
| 2023–2024      | Kai Suikkanen                                             |
| 2024–          | Teemu Virtala                                             |

## Erfolge im Jugendbereich
- 1993/94 U10-Landesmeister
- 1994/95 U10-Landesmeister
- 1994/95 Vize-U12-Landesmeister
- 1994/95 Bronze bei der U12-Italienmeisterschaft
- 1996/97 U12-Landesmeister
- 1997/98 Vize-U10-Landesmeister
- 2008/09 U20-Vizemeister
- 2009/10 Italienischer U20-Meister

## Erfolge im Seniorenbereich
- 1965/66 Landesligameister (erstmals in Südtirol ausgetragen)
- 1980/81 Serie-C-Meister
- 2000/01 Italienischer Meister Serie B
- 2001/02 Italienischer Vizemeister Serie B[2]
- 2007/08 Italienischer Meister Serie A2
- 2018/19 IHL-Champion
- 2018/19 Coppa Italia
- 2020/21 IHL-Champion
- 2024/25 IHL-Champion